# Eferding

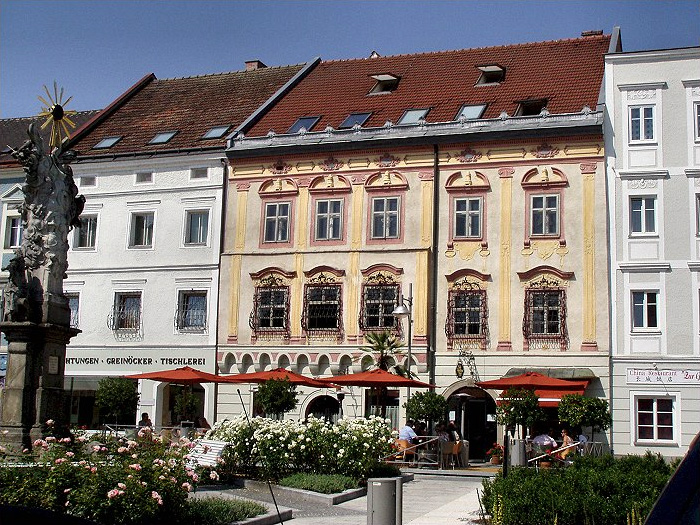
Eferding

Eferding je okresní město okresu Eferding v rakouské v spolkové zemi Horní Rakousy. Žije zde přibližně 4 100 obyvatel.

## Politika
Městská rada se skládá z 25 členů.

### Starostové
- do roku 2015 Johann Stadelmayer (SPÖ)
- od roku 2015 do roku 2021 Severin Mair (ÖVP) - nejmladší starosta Rakouska[3]
- od roku 2021 Christian Penn (SPÖ)

## Partnerská města
- Passau, Německo